# Aleksandër Pogaçe
Aleksandër Pogaçe (ur. 16 października 1941 w Fierze, zm. 16 marca 2016 w Gjirokastrze) – albański aktor. 

## Życiorys
Syn aktora teatralnego i estradowego Nestora Pogaçe. W 1964 ukończył szkołę aktorską im. Aleksandra Moisiu przy Teatrze Ludowym w Tiranie. Po studiach rozpoczął pracę w Teatrze Petro Marko we Wlorze, a następnie w Teatrze Bylis w Fierze, a pod koniec życia w Teatrze Zihni Sako w Gjirokastrze. W filmie fabularnym zadebiutował w 1980 drugoplanową rolą w filmie Plumba Perandorit. Zagrał potem w 9 filmach, w dwóch z nich były to role główne. W ostatnich latach życia cierpiał na cukrzycę.

## Role filmowe
- 1980: Plumba Perandorit jako władca
- 1980: Mengjese te reja jako lekarz
- 1980: Deshmoret e monumenteve jako porucznik Franc
- 1981: Kercenimi jako Peter
- 1981: Thesari jako Steiner
- 1983: Kohë e largët jako kupiec
- 1983: Nje emer midis njerezve jako Reshit
- 1986: Guri i beses jako Feruccio
- 1987: Bote e padukshme jako nauczyciel Theofan